# Mexicaanse algemene verkiezingen 2003
Op zondag 6 juli 2003 vonden er in Mexico parlementsverkiezingen plaats. Er werd gestemd voor 500 leden voor de kamer van afgevaardigden.
De verkiezingen vormden een belangrijke graadmeter voor president Vicente Fox, die in 2000 tot president was gekozen en daarmee een einde maakte aan 71-jaar heerschappij van de Institutioneel Revolutionaire Partij (PRI). Fox' Nationale Actiepartij (PAN) kreeg zware klappen. De partij verloor een kwart van haar 207 zetels en kwam uit op 149 terwijl de PRI met 203 zetels de grootste werd. Ook de Partij van de Democratische Revolutie (PRD) boekte winst. Vijf partijen slaagden er niet in een zetel te winnen, en verloren daarmee hun erkenning. Het opkomstspercentage was slechts 41,68%.

## Officiële uitslagen
| Partij/Alliantie                                                                                            | Zetels     | Percentage |
| --- | ---------- | ---------- |
| Nationale Actiepartij (PAN)                                                                                 | 149        | 33,39%     |
| Alliantie voor Allen Institutioneel Revolutionaire Partij (PRI) Groene Ecologische Partij van Mexico (PVEM) | 241 224 17 | 40,78%     |
| Partij van de Democratische Revolutie (PRD)                                                                 | 97         | 17,61%     |
| Partij van de Arbeid (PT)                                                                                   | 6          | 2.4%       |
| Partij van de Nationalistische Samenleving (PSN)                                                            | 0          | 0,27%      |
| Sociale Alliantiepartij (PAS)                                                                               | 0          | 0,74%      |
| Convergentie                                                                                                | 5          | 2,26%      |
| México Posible                                                                                              | 0          | 0,91%      |
| Liberale Mexicaanse Partij (PLM)                                                                            | 0          | 0,41%      |
| Fuerza Ciudadana (FC)                                                                                       | 0          | 0,46%      |
| Onafhankelijke kandidaten                                                                                   | 2          | 0,06%      |

1917 · 1920 · 1922 · 1924 · 1926 · 1928 · 1929 · 1930 · 1932 · 1934 · 1937 · 1940 · 1943 · 1946 · 1949 · 1952 · 1955 · 1958 · 1961 · 1964 · 1967 · 1970 · 1973 · 1976 · 1979 · 1979 · 1982 · 1985 · 1988 · 1991 · 1994 · 1997 · 2000 · 2003 · 2006 · 2009 · 2012 · 2015 · 2018 · 2021 · 2024 · 2027